# Neuvillette-en-Charnie
Neuvillette-en-Charnie ist eine französische Gemeinde mit 302 Einwohnern (Stand: 1. Januar 2022) im Département Sarthe in der Region Pays de la Loire; sie gehört zum Arrondissement Mamers und zum Kanton Sillé-le-Guillaume. Die Einwohner werden Neuvillettois genannt.

## Geographie
Neuvillette-en-Charnie liegt etwa 39 Kilometer westnordwestlich von Le Mans. Umgeben wird Neuvillette-en-Charnie von den Nachbargemeinden Parennes im Norden und Nordosten, Saint-Symphorien im Osten, Chemiré-en-Charnie im Süden sowie Torcé-Viviers-en-Charnie im Westen. Das Gemeindegebiet wird vom Fluss Palais durchquert.

## Bevölkerungsentwicklung
| 1962                      | 1968 | 1975 | 1982 | 1990 | 1999 | 2006 | 2013 |
| ------------------------- | ---- | ---- | ---- | ---- | ---- | ---- | ---- |
| 437                       | 406  | 281  | 268  | 258  | 213  | 274  | 307  |
| Quelle: Cassini und INSEE |      |      |      |      |      |      |      |

## Sehenswürdigkeiten

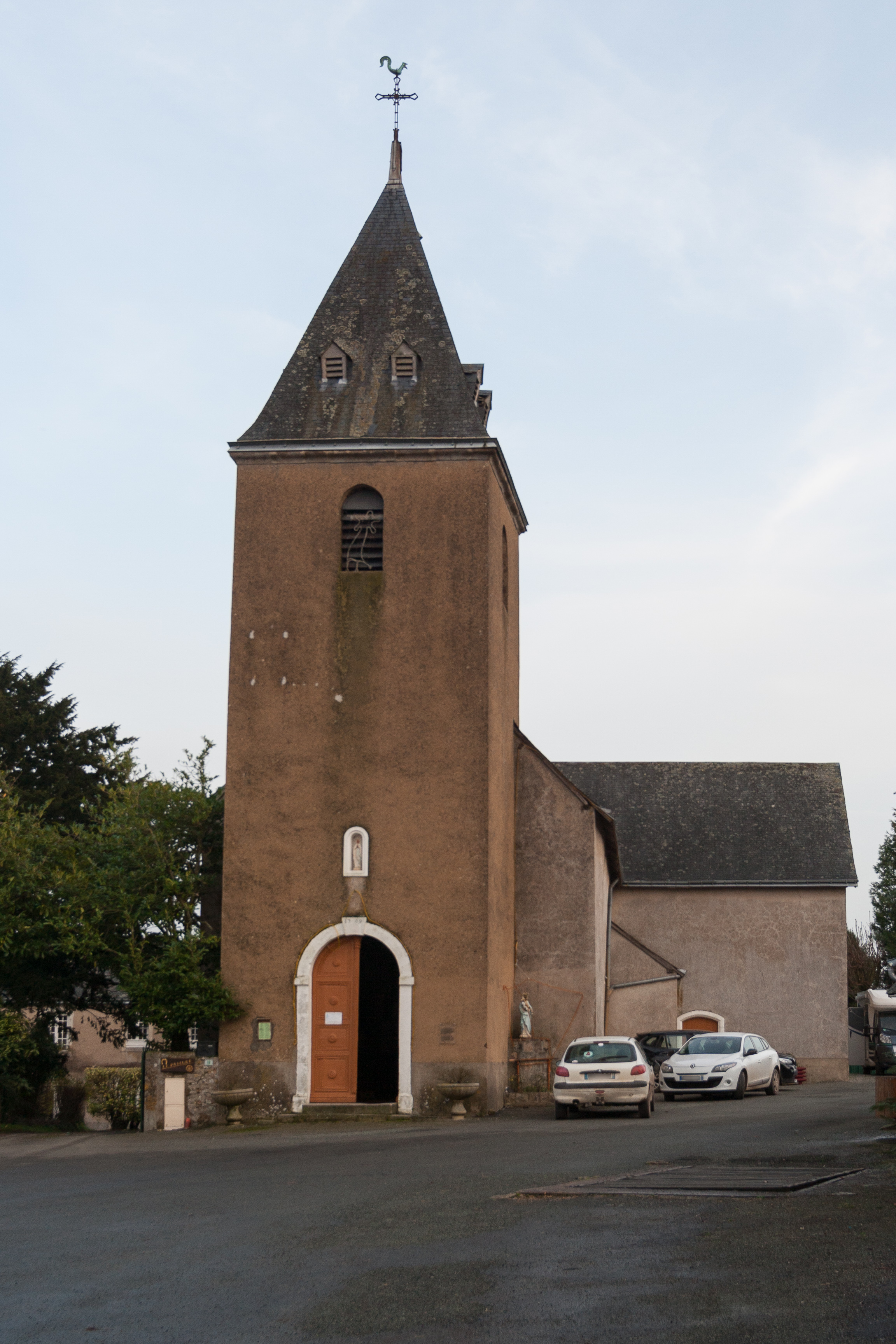
Kirche Saint-Gemme

- Kirche Saint-Gemme